# Greentree
Greentree és una concentració de població designada pel cens dels Estats Units a l'estat de Nova Jersey. Segons el cens del 2000 tenia 11.536 habitants.

## Demografia
Segons el cens del 2000, Greentree tenia 11.536 habitants, 3.883 habitatges, i 3.253 famílies. La densitat de població era de 953,8 habitants/km².
Dels 3.883 habitatges en un 41,3% hi vivien nens de menys de 18 anys, en un 73,6% hi vivien parelles casades, en un 8% dones solteres, i en un 16,2% no eren unitats familiars. En el 13,8% dels habitatges hi vivien persones soles el 5,6% de les quals corresponia a persones de 65 anys o més que vivien soles. El nombre mitjà de persones vivint en cada habitatge era de 2,94 i el nombre mitjà de persones que vivien en cada família era de 3,25.
Per edats la població es repartia de la següent manera: un 27,4% tenia menys de 18 anys, un 5,8% entre 18 i 24, un 26,2% entre 25 i 44, un 29,7% de 45 a 60 i un 10,9% 65 anys o més.
L'edat mediana era de 40 anys. Per cada 100 dones de 18 o més anys hi havia 90,6 homes.
La renda mediana per habitatge era de 85.816 $ i la renda mediana per família de 94.635 $. Els homes tenien una renda mediana de 67.738 $ mentre que les dones 39.896 $. La renda per capita de la població era de 34.371 $. Aproximadament l'1% de les famílies i el 2,2% de la població estaven per davall del llindar de pobresa.

## Poblacions més properes
El següent diagrama mostra les poblacions més properes.